# Lesz, ami lesz
A Lesz, ami lesz a Baby Sisters negyedik, egyben utolsó stúdióalbuma. Az album mind hangzás, mind szöveg tekintetében jóval erősebb, felnőttesebb az előzőeknél, ezzel akarták jelezni, hogy kiléptek a tinidivatból, és érett nők lettek. Ez az album lett a legkevésbé sikeres, csak a 22. helyet érte el a MAHASZ album eladási listáján, és 4 hétig volt fenn. Két szám lett ismert, a címadó dal mellett az Állj mellém! című dalból készült videóklip, melynek megjelenése után nem sokkal oszlott fel az együttes.

## Dalok listája
A dalok zenéjét Gömöry Zsolt szerezte, a szövegét pedig Valla Attila írta.
1. Lesz, ami lesz... 3:56
2. Ébressz fel! 4:00
3. Tánc 4:23
4. Állj mellém! (Mi kell még?) 4:20
5. Sohasem értettél 5:17
6. Baby, Baby 4:08
7. Elvarázsoltál 4:49
8. Száguldás 4:28
9. Pokoli tangó 3:59
10. Állj mellém! (Acapella) 3:37
11. Lesz, ami lesz... (Göme remix) 4:10
12. Best of Baby 10:19

## Külső linkek
- Album a kiadó weboldalán[halott link]
- DiscoGS profil